# Cot Riwat
Cot Riwat är en kulle i Indonesien.   Den ligger i provinsen Aceh, i den västra delen av landet, 1 800 km nordväst om huvudstaden Jakarta. Toppen på Cot Riwat är 23 meter över havet.
Terrängen runt Cot Riwat är varierad.Runt Cot Riwat är det tätbefolkat, med 276 invånare per kvadratkilometer. Närmaste större samhälle är Banda Aceh, 12,7 km norr om Cot Riwat. Omgivningarna runt Cot Riwat är en mosaik av jordbruksmark och naturlig växtlighet.